# Mike Möllensiep
Mike Möllensiep (* 28. November 1975 in Gelsenkirchen; † 14. Mai 2019 ebenda) war ein deutscher Fußballspieler, der in der Fußball-Bundesliga für den FC Schalke 04 spielte.

## Laufbahn
Der Stürmer Möllensiep kam aus der Jugend des FC Schalke 04 in die Amateurmannschaft der „Knappen“, die in der Saison 1996/97 in der Verbandsliga Westfalen spielte. Aufgrund von Verletzungen der Stammspieler im Sturm, Youri Mulder und Martin Max, holte ihn Trainer Huub Stevens für das Spiel beim Hamburger SV am 19. April 1997 überraschend in den Bundesligakader. Am Tag vor dem Spiel musste eigens ein Trikot für Möllensiep beflockt werden; es erhielt die Rückennummer 37. Im Volksparkstadion war der HSV nach einer halben Stunde durch den späteren Schalker Sven Kmetsch in Führung gegangen; Marc Wilmots und Radoslav Látal konnten die etatmäßigen Stürmer nicht adäquat ersetzen, so dass Stevens in der 67. Minute Möllensiep für Látal aufs Spielfeld schickte. Er erhielt den Vorzug vor den schon länger zum Kader gehörenden Arnold Dybek und Thomas Kläsener, doch auch er konnte die Torflaute nicht beenden; das Spiel wurde mit 0:1 verloren. Bis zum Saisonende durfte der 21-Jährige sich den „Eurofightern“ angehörig fühlen, die am 21. Mai den UEFA-Pokal gewannen. Einen weiteren Einsatz gönnte Stevens dem jungen Spieler; im letzten Saisonspiel – erneut nicht in seiner Heimatstadt, sondern im Ostseestadion bei Hansa Rostock – wurde er in der Nachspielzeit wiederum für Látal eingewechselt, der in der 91. Minute den Siegtreffer zum 1:0 erzielt hatte.
Bis Ende der Saison 1997/98 blieb Möllensiep bei den Schalker Amateuren, die in die Oberliga aufgestiegen waren. Danach wechselte er zum VfB Lübeck in die Regionalliga Nord. Die Lübecker liehen ihn in der Saison 1999/2000 an den TSV Pansdorf aus, für den er in der Oberliga Nord in 25 Spielen sechs Tore erzielte, ehe ihn im Mai 2000 Nordost-Oberligist Dynamo Dresden verpflichtete. Nach nur einer Saison in Sachsen, in der er hauptsächlich dadurch von sich reden machte, dass er seine Freundin ohne Gegenleistung ihrerseits auf die Gehaltsliste des Vereins brachte, ging er zurück ins Ruhrgebiet und spielte die nächsten fünf Jahre bei Schwarz-Weiß Essen in der Oberliga Nordrhein. Nach 155 Spielen und 58 Treffern in Diensten des ETB wechselte er 2006 zum Ligakonkurrenten KFC Uerdingen 05, für den er in 31 Spielen zwölf Tore erzielte. Zur Saison 2007/08 schloss er sich dem Verbandsligisten SpVgg Vreden an, bei dem er einen Dreijahresvertrag unterschrieb. Mit den Münsterländern stieg er nach nur einer Saison in die Landesliga Westfalen ab.
In der Hinrunde der Saison 2010/11 spielte er für den SV Zweckel und von Januar 2011 bis Juni 2012 war er als spielender Co-Trainer beim GSV Moers in der Landesliga Niederrhein aktiv. Im Sommer 2012 wechselte er als Spielertrainer zu Fortuna Gronau. Im Herbst 2015 kündigte er an, seinen Vertrag in Gronau nicht zu verlängern.
Am 1. April 2016 wurde er vom Essener Kreisligisten TC Freisenbruch als Spielertrainer für die Saison 2016/17 vorgestellt.
Im Sommer 2018 wurde bekannt, dass Mike Möllensiep an Krebs erkrankt war. Am 14. Mai 2019 starb er im Alter von 43 Jahren an den Folgen seiner Erkrankung. Er hinterließ seine Ehefrau und zwei Töchter.